# 謝甫琴科大道 (基輔)
塔拉斯·舍甫琴科大道（羅馬化：Bulvar Tarasa Shevchenka）是一條位於烏克蘭首都基辅舍甫琴科區的街道，大街由比薩拉比亞广场開始，經過聖弗拉基米爾主教座堂，最後在勝利廣場結束。以塔拉斯·舍甫琴科命名。